# Kisrécsepuszta
Kisrécsepuszta (Recea Mică), település Romániában, a Partiumban, Szilágy megyében.

## Fekvése
Krasznarécse mellett fekvő település.

## Története
Kisrécsepuszta 1956 előtt Krasznarécse része volt.
1956-ban 92 lakosa volt.